# Celastrus novoguineensis
Celastrus novoguineensis är en benvedsväxtart som beskrevs av Merrill och Perry. Celastrus novoguineensis ingår i släktet Celastrus och familjen Celastraceae. Inga underarter finns listade.